# Transvaalwijk (Haarlem)
De Transvaalwijk is een wijk in Haarlem.
De wijk is gelegen pal ten noorden van het centrum, tegen het Spaarne aan. De wijk heeft drie buurten, waarvan het Patrimonium een fraai opgezette buurt is vanuit de tuinstad gedachte. De andere twee buurten zijn juist veel meer dichtbebouwd opgezet. Er wonen 9000 mensen in de wijk.
De wijk heeft twee winkelkernen, namelijk de Generaal Cronjéstraat en de Spaarneboog. De wijk is vernoemd naar het door de Nederlandstalige Boeren gestichte Transvaal in zuid-Afrika.

## Buurt of Wijk
Van oudsher staat de wijk bekend als Transvaalbuurt. Door een herindeling van wijken en buurten, duidt de gemeente Haarlem dit gedeelte vanaf 2016 aan als Transvaalwijk.

## Buurten in Transvaalwijk
- Generaalsbuurt
- De Goede Hoop
- Nelson Mandelabuurt
- Frans Halsbuurt
- Patrimoniumbuurt